# Chentraspis uniloba
Chentraspis uniloba är en insektsart som först beskrevs av William Miles Maskell 1895.  Chentraspis uniloba ingår i släktet Chentraspis och familjen pansarsköldlöss. Inga underarter finns listade i Catalogue of Life.